# Edificio de Correos y Telégrafos de Costa Rica
El Edificio Central de Correos y Telégrafos de Costa Rica es uno de los edificios históricos más emblemáticos de la ciudad de San José, pues es una de las pocas edificaciones que quedan en pie de lo que fuera el centro de la fundación de la ciudad de San José, que contó con múltiples edificaciones de arquitectos italianos hasta la segunda mitad del siglo XX cuando fueron demolidos. Actualmente el edificio es la sede principal de la empresa Correos de Costa Rica y la casa del Museo Postal, Telegráfico y Filatélico Costarricense.
La Universidad Nacional de Colombia, en la investigación de Luis Fernando González Escobar, ha puesto sobre la mesa la discusión sobre el impacto de la arquitectura de Lluis Llach en la construcción de la identidad latinoamericana, tanto por ser testigo del nacimiento de las ciudades industriales en América Latina (1890-1915), así como por ser muestras fehacientes de la utilización de recursos semánticos provenientes de diferentes lenguajes arquitectónicos europeos, sumados con elementos meramente latinoamericanos. De sus estudios se desprende el libro “Luis Llach: en busca de las ciudades y la arquitectura en América”, el cual fue publicado por la Editorial de la Universidad de Costa Rica. El libro fue prologado por la escritora costarricense Tatiana Lobo.
En el año 2017, en honor a los 100 años del Edificio de Correos y Telégrafos, Correos de Costa Rica lanzó una hoja de souvenir (estampilla conmemorativa) que muestra no sólo al edificio y algunos detalles ampliados del mismo, sino además un dibujo a líneas del plano original de esta obra característica de la ciudad de San José, Costa Rica.

## Historia del Edificio Central de Correos y Telégrafos en Costa Rica y América Latina

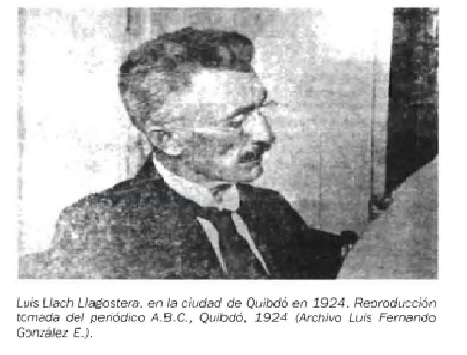
Arquitecto Luis Llach Ll. Archivo del autor Luis Fernando González Escobar

El edificio se llama Edificio Central de Correos y Telégrafos de Costa Rica, en sus orígenes fue concebido para que albergara las oficinas principales de servicios postales y telegráficos de la nación, durante el temprano siglo XX. La construcción inicia en 1914 y la apertura oficial del edificio se da en octubre del año 1917.
La obra se inicia en 1914, su estilo arquitectónico ha sido calificado como ecléctico, en palabras de Juliane Bámbula Díaz, citado por González L.F. (p 38):
(...) la realidad latinoamericana, con sus particulares condiciones naturales y culturales, generan nuevas formas que sólo son posibles aquí, a este lado del océano, no obstante ser muchos de ellos asimilaciones múltiples de elementos europeos. Ahí está precisamente la gran virtud, la "capacidad de disponer libremente de los más diversos elementos estéticos de origen disímil, sin prejuicios y sin esquemas estilísticos historicistas preconcebidos, para refuncionalizarlos e incorporarlos en nuevos sistemas expresivos
Para otros es arquitectura del final de la Belle Époque, la construcción se dio bajo la gestión del Presidente Alfredo González Flores. La empresa encargada de los trabajos fue The English Construcción Co. Ltd. La construcción del edificio se completó en octubre de 1917, entonces se dio la apertura de sus oficinas, mientras Costa Rica estaba sumida en una dictadura, pues el ministro de Guerra Federico Tinoco Granados había ejecutado un golpe de Estado, durante el mes de abril de 1917, contra el presidente electo Alfredo González Flores.

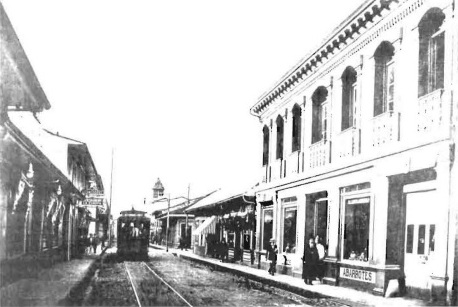
San José Costa Rica década de construcción del Edificio de Correos y Telégrafos de Costa Rica.

Esta obra arquitectónica estuvo concebida por el arquitecto de origen catalán Luis Llach Llagostera en un estilo también considerado como neo-renacentista afrancesado. El edificio por mucho tiempo mostró un color verde tanto en su fachada, como en sus características pilastras corintias adosadas en el muro. Actualmente después de algunas intervenciones para mantener el mejor estado del mueble muestra un color crema con detalles rematados en color café.
El arco central está adornado por querubines que custodian el escudo nacional de Costa Rica de cinco estrellas, en tanto el dios Mercurio, dios de la comunicación está representado también en sus laterales.
El artículo de la revista el Excelcior Cultural, determina sobre el temperamento de la propuesta arquitectónica de Lluis Llach lo siguiente:
Para finalizar queda apenas por señalar que en personajes como Luis Llach Llagostera, estuvo parte de la construcción, literalmente hablando, de cierta perspectiva de lo "americano"; en sus obras encontramos hoy los rasgos distintivos de la "originalidad", que nos emparenta y nos distingue. A los rastros señalados por esta arquitectura y los puentes tendidos por esos hacedores, hay que volver una mirada más juiciosa y desprevenida.
El 14 de octubre de 1980, el edificio fue reconocido como Patrimonio arquitectónico histórico de Costa Rica, por el Ministerio de Cultura de la república. Otras obras de arte que forman un complejo con el edificio son la estatua de bronce del Presidente Juan Rafael Mora Porras que se yergue al frente del lugar desde 1926 y en el vestíbulo del mismo una escultura del escultor costarricense-mexicano Francisco Zúñiga, llamada la Yalalteca sentada. En sus afueras pueden apreciarse otros edificios patrimoniales como el Edificio Herdocia y la antigua Ferretería Espriella y Compañía en el Edificio Luis Ollé hoy propiedad del Banco de Costa Rica, BCR.

## El Edificio Central de Correos y Telégrafos: Escenario de producciones audiovisuales
Dada la belleza arquitectónica, del Edificio de Correos y Telégrafos ha sido utilizado durante el siglo XX como espacio escenográfico para producciones audiovisuales de índole comercial y cultural.
Por ejemplo, los cantantes costarricenses Joaquín Yglesias, Arnoldo Castillo, Rodolfo González y Ricardo Bernal voces en Los Tenores utilizaron las afueras del Edificio Central de Correos y Telégrafos como espacio escénico para grabar la canción Amigos del mundo, de su Concierto de Navidad.
El valor histórico del inmueble, y el gran aporte a la institucionalidad se rescata en el documental de la Serie Forjadores del Canal de la Universidad de Costa Rica (UCR), en el cual se entrevista a diferentes trabajadores de correo, que a lo largo del tiempo fungieron en diferentes labores desde carteros, telégrafos y operadores de teletipos en este edificio.Se encuentra disponible en redes en el Canal de Youtube oficial de la Serie Forjadores del Canal de la UCR bajo el título Correos de Costa Rica participan colaboradores el documental posee tres secciones, durante las cuales aparecen diferentes fotografías históricas en el Edificio Central de Correos y Telégrafos.
La película de producción canadiense 100 Días en la Jungla (2002), del director Sturla Gunnarsson, utilizó las inmediaciones del Edificio Central de Correos y Telégrafos, así como algunas áreas internas para realizar escenas que dentro del guion pertenecían a un antiguo edificio de la embajada de un importante país. Esto gracias a la belleza escénica de su estilo neoclásico, caracterizado por el uso de columnas, altura en lo techos y acabados en maderas, en diálogo con elementos en concreto.

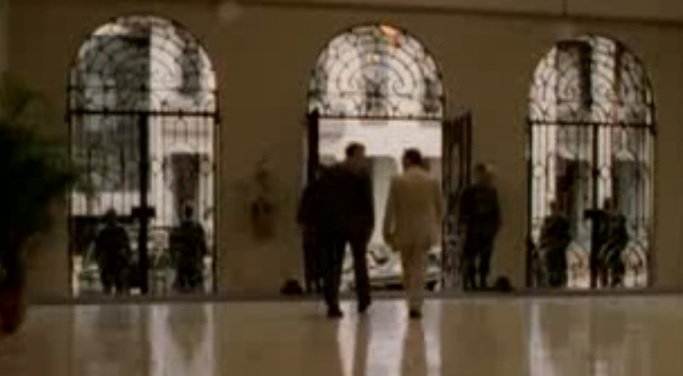
21" película 100 Días en la jungla, locaciones en Costa Rica, Edificio Central de Correos y Telégrafos

Adicionalmente, existen disponibles en la web diversos ejercicios de producción audiovisual que observan las inmediaciones del Edificio Central de Correos, entre ellos el ejercicio denominado Correos de Costa Rica  del año 2009, comentado como Proyecto de Becas Taller, Ministerio de Cultura y Juventud San José, Costa Rica por Carlottini.
En el año 2018, el canal oficial en la plataforma Youtube de Correos de Costa Rica también ha dedicado varios minutos a fotos panorámicas del icónico edificio Central de Correos y Telégrafos en un video en formato de Youtube titulado Correos de Costa Rica Correos de Costa Rica esta producción audiovisual confronta aquellas tareas tradicionales de logística que hacía el correo, contra las más modernas formas de distribuir paquetería.
Adicionalmente, existen diferentes fotografías en diarios nacionales, así como en guías turísticas, y materiales promocionales de la ciudad de San José que han tomado el Edificio Central de Correos, los telégrafos, o bien las estampillas de la nación albergadas en ese Edificio como referencia para desarrollar reportajes y cortos documentales sobre la temática postal.

## El Telégrafo en Costa Rica: el inicio de las Redes de Comunicación Global
En el siglo siglo XIX Costa Rica vio llegar el telégrafo a su territorio. Hoy día, comprendemos el telégrafo como una máquina inventada por Samuel Morse durante la segunda mitad del siglo XIX para enviar comunicaciones entre dos puntos inter-conectados, dentro de una red mayor. Fue la primera vez que una línea unía a las personas para comunicarse en tiempo real. En Costa Rica y el mundo era tal la admiración que causaba el uso de la electricidad para conseguir la comunicación que se dedicaron diferentes artículos periodísticos así como reseñas al telégrafo. En abril de 1890, en Costa Rica apareció el Periódico Quincenal El Telégrafo el cual imprimió este soneto hace más de 100 años:

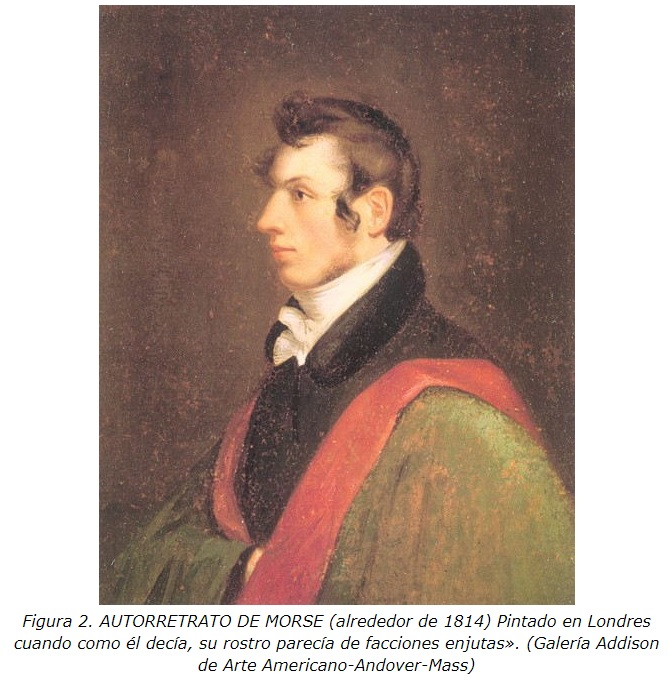
AUTORRETRATO DE MORSE original en Galería Addison de Arte Americano-Andover-Mass

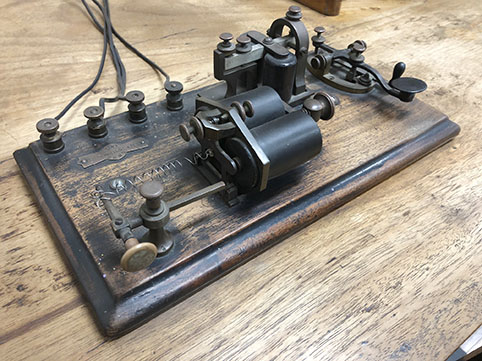
Telégrafo. Detalle Museo Filatélico Costa Rica

| Soneto No eres utopía; ya no eres arcano que ofusca al genio que investiga y crea. Eres el verbo de la humana idea, la eterna voz del pensamiento humano. Qué es para ti la mar, qué el océano que ruge y en sus iras centellea? Nada hay capaz que á detenerte sea. No hay horizonte para ti lejano. Franklin en alas de la ciencia sube, y con su genio y su poder fecundo, arranca el rayo á la tonante nube. Morse la sujeta y encadena ufano, y hace volar por la extensión del mundo de polo á polo el pensamiento humano. L. R. Flores Heredia, abril 1890 Publicado en el periódico quincenal costarricense El Telégrafo |

Hubo diferentes tipos de telégrafos, pero el que demostró más eficiencia y prevaleció en los mercados mundiales fue el telégrafo eléctrico. El telégrafo eléctrico usó un código especial llamado Código Morse.
El trabajador encargado de operar esta máquina se llamó telegrafista. El primer maestro telegrafista en Costa Rica fue Lyman Reynolds. Reynolds L. fue quien administró en primera instancia la línea telegráfica entre La Comarca de Puntarenas, y la Ciudad de Cartago, posteriormente la vendió al gobierno de Costa Rica; y entrenó a los primeros telegrafistas de las oficinas pertenecientes enteramente al Estado costarricense.

## El Impacto social y económico del Telégrafo en Costa Rica
La Doctora en Historia de la Universidad de Costa Rica Patricia Vega, en su ensayo ''Redes de cables, claves, y postes: El telégrafo como medios de Comunicación en el siglo XIX en Costa Rica subraya como el telégrafo revolucionó el mundo de la comunicación en el siglo XIX y a inicios del s. XX con estas palabras:
... Como internet en el siglo XXI, el telégrafo acercó a regiones separadas por grandes masas oceánicas, boscosas o desérticas. En Costa Rica el telégrafo abrió la conciencia sobre la magnitud del territorio y posiblemente, colaboró en la construcción de una conciencia sobre la identidad costarricense... p. 8
Así deja claro la preponderancia de la red telegráfica, fue equivalente a la red informática que sostiene a las comunicaciones mundiales en nuestro días. La propuesta al gobierno de Costa Rica para instalar telégrafos en el país provino de la mayor autoridad en esa materia de su tiempo, indica Vega p. 9
El 24 de junio de 1857, el Consejo de Administración de la Sociedad internacional del telégrafo eléctrico con sede en París, propuso al gobierno de Costa Rica, la instalación de una línea telegráfica que atravesara el país de Norte a Sur, pasando por la capital, propuesta que se aceptó sin miramientos.

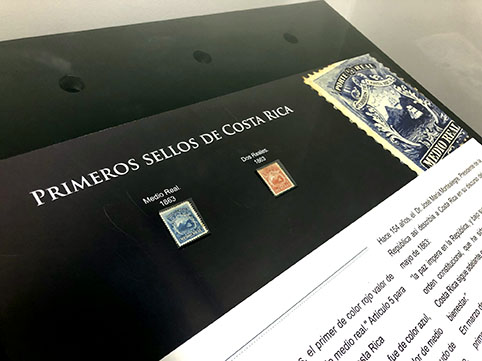
Primera emisión postal costarricense, conformada por 2 sellos postales de medio real (azul) y un real (rojo)

El Telégrafo, llegó claramente después de dos hitos para la comunicación de un país en el siglo XIX. El primero la ordenación de los Correos en Costa Rica, consolidado en el año de 1847 como sustrato para crear dos años más tarde la Administración General de los Correos. Costa Rica se convirtió en el segundo país de América Central en contar con su primera estampilla que representaría el país en la correspondencia dentro y fuera del país en 1863.
Entonces la moneda costarricense se contaba por reales y pesos, aun faltaban más de 30 años para el cambio al colón. Aquella primera emisión postal se conoce hoy como el Medio real.
El segundo hito que hito que antecedió la llegada del Telégrafo, fue el tren. Gracias a las líneas de trenes costarricenses el país se unió, y se llenó aquella necesidad fundamental de acercar las ciudades a los puertos a través de las vías del ferrocarril. Con estructuras de caminos que unían el país, la red telegráfica pudo extenderse en trechos por provincias, peor la visión de las empresas desarrolladoras del telégrafo fue siempre globalizada. Cada red se pensaba para que fuera el puente entre las grandes ciudades del mundo civilizado. Así se establecieron las primeras conexiones internacionales desde Costa Rica:
| Año  | Ciudad a entrelazar                                  |
| ---- | ---------------------------------------------------- |
| 1868 | San José                                             |
| 1874 | Florida, St. Thomas, Caynnee y Pará                  |
| 1880 | Centroamérica y EE. UU.                              |
| 1883 | M. Keith monopoliza Limón                            |
| 1884 | Oficialización Convenio CR - Nicaragua               |
| 1902 | UFCO instala el radiotelégrafo en Limón              |
| 1904 | UFCO licita servicio Bocas del Toro - Colón - Panamá |

Fuente: Vega, Patricia
Al día de hoy existen aún muchas preguntas sobre la Costa Rica del telégrafo. Recientemente el autor costarricense Dr. Marvin Camacho S. ha escrito su primera novela reconstruyendo una serie de eventos alrededor de lo que significó para las primeras mujeres costarricenses, durante la primera mitad del siglo XX romper paradigmas y hacerse un sitio al trabajar en el telégrafo. La novela se titula Juanita La Telegrafista.

## El Museo Filatélico de Correos de Costa Rica
La palabra filatélico, viene a su vez del sustantivo Filatelia esta viene del griego phil = amigo y Ateleia , franco de derechos. Arte que trata del conocimiento de los sellos especialmente de los Correos, según nos recuerda el Glosario de publicado por América UPAEP.

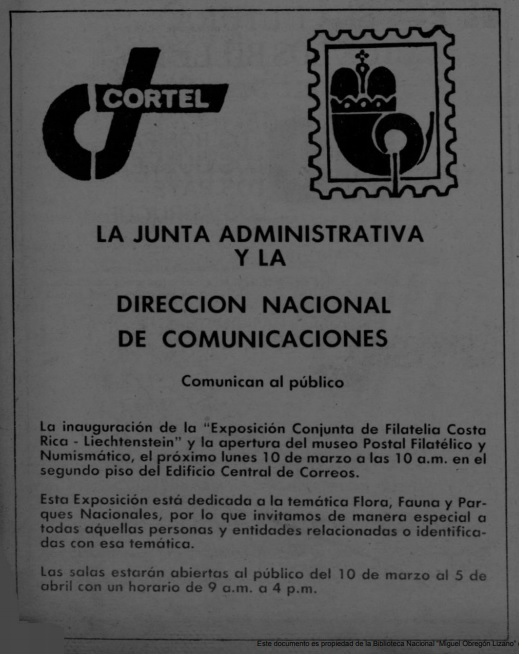
Invitación a Inauguración del Museo Filatélico de Costa Rica en La República, 1986 tomado de Portal Digital SINABI

El Museo Postal, Telegráfico y Filatélico de Costa Rica se encuentra en el primer piso del Edificio Central de Correos y Telégrafos. Su creación fue el 26 de diciembre de 1986, por medio de la Ley 7018, Art. 48.
Esta Ley destaca en el Museo Filatélico y Numismático de Costa Rica la responsabilidad de custodiar y proteger las colecciones internacionales de sellos postales que el país recibe de sus contrapartes en las organizaciones postales internacionales tanto de la Unión Postal Universal (UPU), oficina adscrita de la ONU para organizar los servicios postales de los países miembros; como de la Unión Postal de América, España y Portugal (UPAEP).
" Art. 48 - Todos los sellos postales que sean remitidos a la Administración Postal de Costa Rica (...) serán exhibidos en un museo que la Junta Administrativa (...) deberá constituir y mantener abierto al público. (...) El museo tendrá la siguiente denominación: Museo Filatélico y Numismático de Costa Rica." Ley 7018.
Hoy día se denomina Museo Filatélico, para evitar confusión con el actual Museo de Numismática (Costa Rica), especializado en numismática costarricense.
En el Edificio Central de Correos y Telégrafos, hay una placa conmemorativa de su inauguración. La Junta Directiva de la entonces Dirección Nacional de Comunicaciones (Cortel) publicó en los medios de prensa del mes de marzo de 1986, una invitación a la inauguración del día 10 de marzo de 1986, con una exposición conjunta de la representación diplomática de Liechtenstein en Costa Rica.
Durante 30 años el Museo se ubicó en el segundo piso del ala norte del Edificio Central de Correos, en una sección que fue ocupada por la Secretaría de Hacienda durante la década de 1940 y aun durante la segunda mitad del siglo XX. Dentro del anecdotario literario costarricense se tiene como verdadero que la escritora costarricense Yolanda Oreamuno trabajó en estas oficinas de la entonces Secretaría de Hacienda, específicamente para la Dirección de Tributación Directa pues era graduada en contabilidad por el Colegio Superior de Señoritas.
Entre el año 2016 y octubre de 2017 el Museo Filatélico fue remodelado en el marco de sus 30 años, y el Primer Centenario del Edificio Central de Correos y Telégrafos en razón de cumplir con la Ley 7600 Ley de Igualdad de Oportunidades para las Personas con Discapacidad, fue colocado en el primer piso del Edificio Central de Correos y Telégrafos.

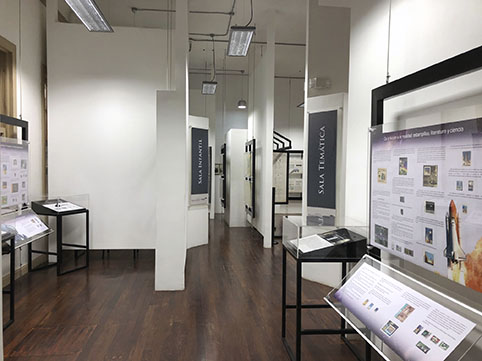
Perspectiva de entrada a salas del Museo Filatélico San José, Costa Rica

Actualmente, cuenta con una sala que recrea el espacio de una oficina telegráfica, y cuatro salas más que exponen estampillas tanto de Costa Rica como de los demás países del mundo. El Museo Filatélico se ubica en el ala norte, justo en el espacio que desde 1917 y aun durante la segunda mitad del siglo XX fue ocupado por trabajadores del telégrafo. Pueden verse fotografías al fondo del Museo que muestran la apariencia que el sector del museo tenía a inicios del siglo XX.
El Museo Filatélico además de exhibir estampillas de más de 200 países, cuenta con colecciones de Filatelia, Marcofilia y Boletines Filatélicos costarricenses. La colección de Filatelia de Costa Rica posee varias especies postales en su producción que año a año conmemora a personajes, instituciones y sitios históricos que pone a la venta en la Oficina Filatélica que también es encargada de vender las entradas al Museo Filatélico.

## La filatelia en Costa Rica: cultura, afición y competición
La Oficina Filatélica está ubicada en la entrada del Museo Filatélico para facilitar la adquisición de productos filatélicos de Costa Rica tales como estampillas y hojas de souvenir ilustradas con naturaleza, arquitectura, y personajes clave en el desarrollo de la identidad nacional. Todo a disposición de nacionales y extranjeros. La Filatelia tiene como fin la difusión cultural e histórica de los grandes eventos de un país a través de un pasatiempo que es a su vez apasionante y educativo.
Entre las especies filatélicas que produce la administración postal de Costa Rica y pone a la venta del público están las siguientes, definidas e ilustradas con ejemplos para Costa Rica.
Sellos postales: Cada uno de los sellos, o estampillas que pueden ser utilizados con su valor facial para enviar cartas y paquetes dentro y fuera del país.

Hojas de souvenir: Hoja con uno o varios sellos postales, perforados o imperforados, con ilustraciones alrededor de los sellos.

Sobres preporteados: Es un sobre que ya trae impresa la estampilla, por lo que puede usarse para enviar una carta sin necesidad de agregar estampillas sobre el mismo.

Aerogramas: Pliego de papel diseñado para ser doblado y armado como carta con sello impreso que circula como carta de correo aéreo.
Sobretasas Benéficas: Carga o tasa que se adiciona al valor del sello postal, destinada a obras de beneficencia.

Tarjeta postal preporteada: Es una tarjeta postal ilustrada, que ya tiene la estampilla impresa, esto significa que está lista para ser enviada a su destino.

Minipliego: Es una hoja coleccionable. Puedes usarla con los sellos postales completa, o desprenderlos y colocar solo los sellos postales en tu paquete.
Sello máximo: Es un solo sello postal que aparece en una medida mucho mayor a la medida usual. Usado especialmente para colección.
Existen otros tipos o especies postales como son los matasellos, estos son los sellos de cancelación estampados en las estampillas cuando estas ya se encuentran adheridas a un sobre o bien a una tarjeta postal. La colección de matasellos y tarjetas postales se denomina específicamente: Marcofila.
Los matasellos se dividen en dos tipos:
Matasellos de primer día: Es un sello que entintamos y colocamos sobre nuestra correspondencia y paquetes. El matasellos de primer día solo circula un día. Este matasellos acompaña a una estampilla, tarjeta postal, sobreprepoteado o aerograma que circula por primera vez. Solamente se usa es día de salida.
Matasellos conmemorativo: Es un sello que entintamos y colocamos sobre nuestra correspondencia y paquetes. El matasellos conmemorativo circula varios días. Este matasellos celebra un evento nacional, a un personaje, u otros. Puede circular con sobres especiales, o tarjetas postales especiales. En Costa Rica siempre usa estampillas que ya existen en inventario.  

Existe otro artículo postal interesante en el mundo de los Correos, aunque no es exactamente filatelia, sí merece que comentemos sobre él. Se llama Cupón de Respuesta Internacional, y se destaca por ser un cupón canjeable en cualquier país del mundo, esto significa que funciona como dinero que puede ser usado en cualquier oficina postal del planeta siempre y cuando se use para comprar estampillas, o para pagar un envío. Los Cupones de Respuesta Internacional nacieron en el año de 1906, y el primero circuló en el año de 1907.

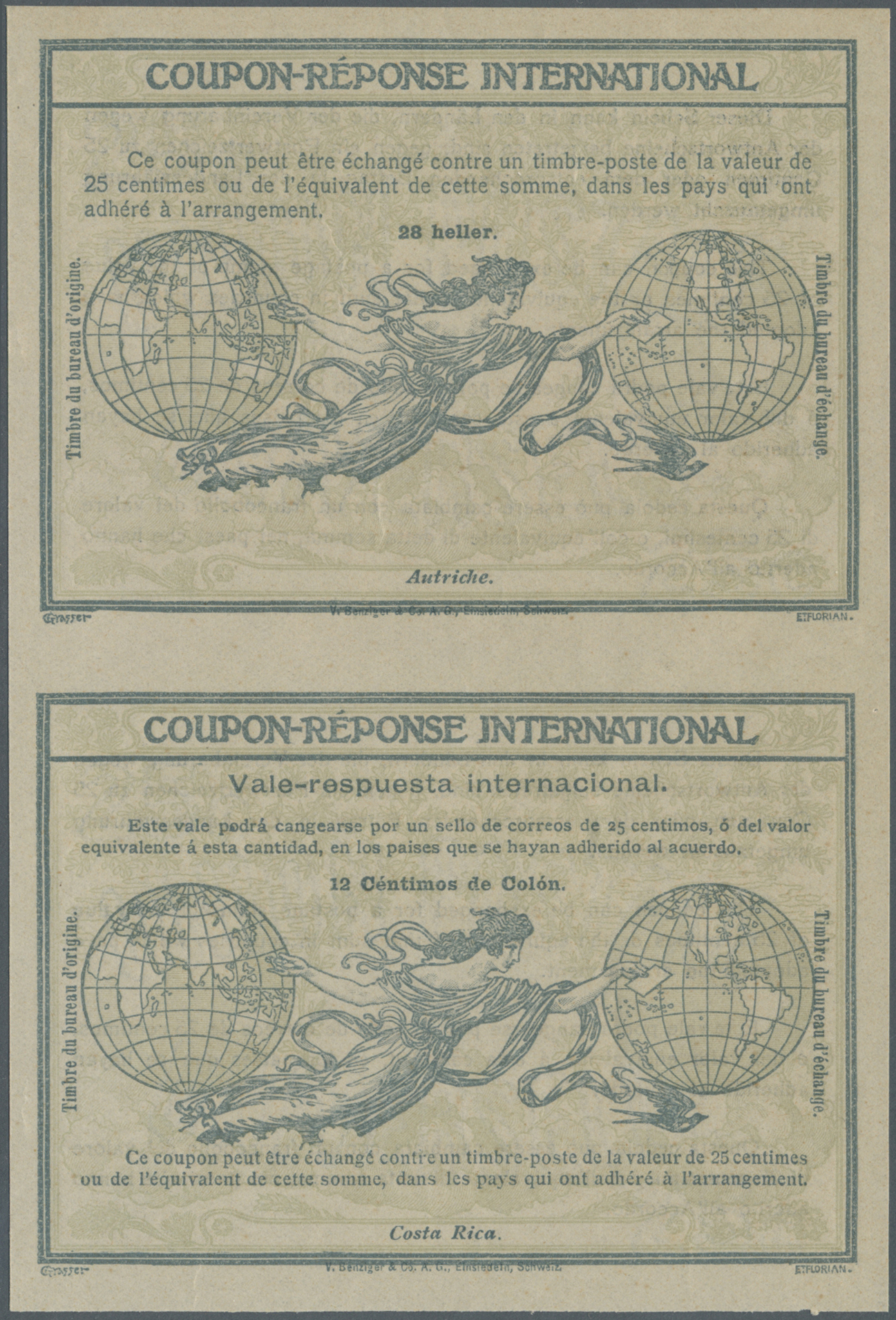
Cupón de Respuesta Internacional

### La colección de filatelia en Costa Rica
Costa Rica cuenta con varios grupos formales e informales que crean espacios para hablar sobre filatelia. Entre las agrupaciones que existen se encuentran la Asociación Filatélica de Costa Rica, fundada en 1932, pero también existe la Costa Rica Ravenue and Postage Sociaety, y fuera del Costa Rica está domiciliada también una asociación dedicada a coleccionistas de estampillas costarricenses pero desde Estados Unidos esta última es Society of Costa Rica Collectors por sus siglas SOCORICO.
Las asociaciones de coleccionistas no son los únicos órganos levantados alrededor de las estampillas y su hobby de la colección. Hay entidades internacionales que rigen las buenas prácticas postales, estos entes para Correos de Costa Rica son la Unión Postal Universal y la Unión Postal de América, España y Portugal.